# ماسيمو ترويزي
ماسيمو ترويزي (بالإيطالية: Massimo Troisi)‏ (19 فبراير 1953 - 4 يونيو 1994) مخرج سينمائي إيطالي و شاعر و ممثل. اشتهر بدوره في فيلم إل بوستينو (ساعي البريد) ماريو روبولو عام 1994.

## روابط خارجية
- ماسيمو ترويزي على موقع IMDb (الإنجليزية)
- ماسيمو ترويزي على موقع ميتاكريتيك (الإنجليزية)
- ماسيمو ترويزي على موقع روتن توميتوز (الإنجليزية)
- ماسيمو ترويزي على موقع ألو سيني (الفرنسية)
- ماسيمو ترويزي على موقع ميوزك برينز (الإنجليزية)
- ماسيمو ترويزي على موقع تيرنر كلاسيك موفيز (الإنجليزية)
- ماسيمو ترويزي على موقع أول موفي (الإنجليزية)
- ماسيمو ترويزي على موقع قاعدة بيانات الأفلام السويدية (السويدية)
- ماسيمو ترويزي على موقع إن إن دي بي (الإنجليزية)
- ماسيمو ترويزي على موقع ديسكوغز (الإنجليزية)